# 古陶 (德国)
古陶是德国萨克森州的一个市镇。总面积41.66平方公里，总人口1581人，其中男性798人，女性783人（2011年12月31日），人口密度38人/平方公里。